# زیست‌دیزل

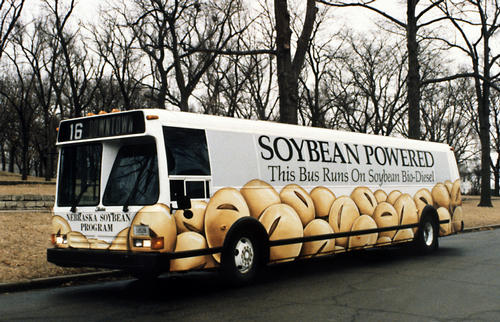
اتوبوس با سوخت بیودیزل

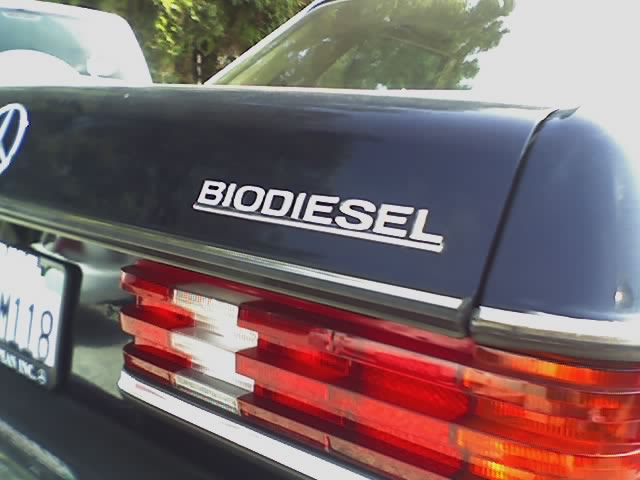
مرسدس دیزل قدیمی برای اجرای بیودیزل محبوب است

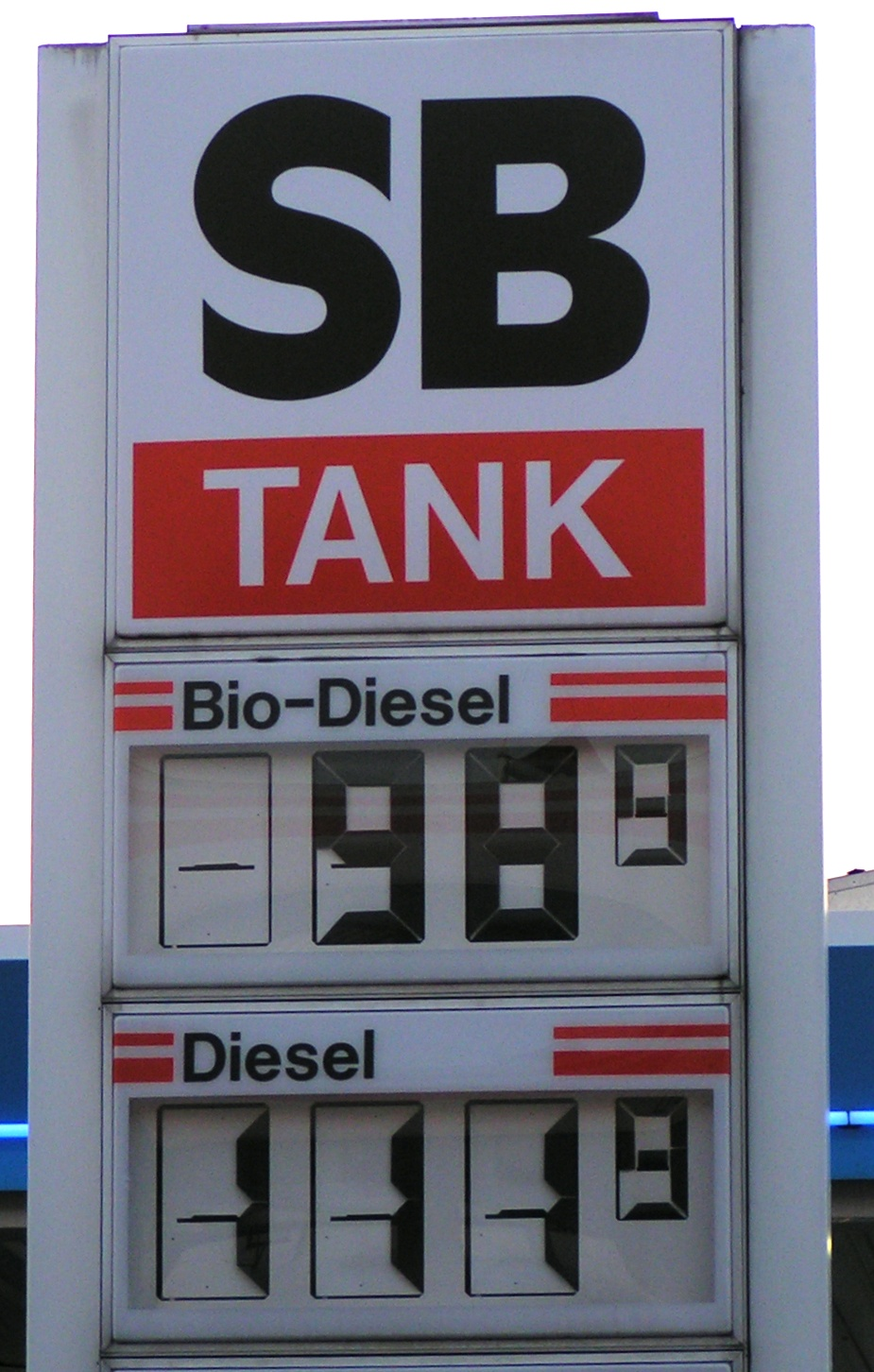
در بعضی از کشورها بیودیزل نسبت به دیزل معمولی ارزانتر است

زیست‌دیزل یا بیودیزل (به انگلیسی: Biodiesel) یا بیوگازوئیل، یک نوع سوخت غیر سمی، ایمن، تجدیدپذیر و تجزیه‌پذیر است که از منابع طبیعی نظیر روغن‌های گیاهی، روغن پسماند غذایی، چربی حیوانات و جلبک‌ها به دست می‌آید.
این سوخت را می‌توان با گازوئیل مخلوط و در خودروهای گازوئیل سوز به‌کار برد. ( صبح بخیر جوانی ) نتیجه‌های مثبت بکار بردن زیست‌دیزل در کاهش آلودگی هوا از سوی سازمان‌های معتبر جهانی تأیید شده است.
بیودیزل عبارت است از ترکیب استرهای مونوالکیلی زنجیره بلند اسیدهای چرب که حاصل از واکنش یک الکل با مواد لیپیدی تجدیدپذیر می‌باشد. براساس نتایج پژوهش دپارتمان انرژی ایالات متحده آمریکا مزایای بیودیزل را می‌توان این گونه بیان کرد: ۱. تجدیدپذیری منابع تولید آن، ۲. تولید دی‌اکسید کربن کمتر به میزان ۷۸٪ نسبت به سوخت‌های فسیلی مرسوم، ۳. بیودیزل خلاف سوخت‌های فسیلی، آلودگی گوگرد و سولفات را ندارد زیرا این ترکیبات منجر به باران‌های اسیدی می‌شوند، ۴. از نشر آلودگی‌های هیدروکربنی به میزان ۵۶٪ می‌کاهد، ۵. روانکاری بالاتر در موتور داشته که باعث دوام بیشتر قطعات موتور می‌شود، ۶. حدود ۹۴٪ عوامل سرطان زا را کمتر به هوا وارد می‌کند و ۷. مونواکسید و ذرات دوده کمتری در هنگام سوختن تولید می‌کند.
مهران رنجبر طی سالهای ۹۰–۱۳۸۸ در دانشگاه دولتی شهرکرد فرایند کامل تولید بیودیزل شامل کاشت دانه‌های روغنی، تولید بیودیزل و انجام آزمایشهای سوختی را در این دانشگاه انجام و نتایج به عنوان پایان‌نامه و همچنین مقالات ارائه شد.